# Zhoupi
Zhoupi är en köping i sydöstra Kina. Den ligger i Wengyuan härad i staden Shaoguan i provinsen Guangdong, omkring 150 kilometer nordost om provinshuvudstaden Guangzhou. Antalet invånare är 31 268. Befolkningen består av 15 606 kvinnor och 15 662 män. Barn under 15 år utgör 20,0 %, vuxna 15-64 år 68 %, och äldre över 65 år 11,0 %.